# Thuiaria cedrina
Thuiaria cedrina är en nässeldjursart som först beskrevs av Carl von Linné 1758.  Thuiaria cedrina ingår i släktet Thuiaria och familjen Sertulariidae. Inga underarter finns listade i Catalogue of Life.